# Uthina
Uthina es un género de arañas de la familia Pholcidae, orden Araneae. Fue descrito por Eugène Simon en 1893.

## Especies
- Uthina huahinensis Yao & Li, 2016
- Uthina huifengi Yao & Li, 2016
- Uthina hylobatea Huber, Caspar & Eberle, 2019
- Uthina javaensis Yao & Li, 2016
- Uthina khaosokensis Yao, Li & Jäger, 2014
- Uthina luzonica Simon, 1893
- Uthina maya Huber, Caspar & Eberle, 2019
- Uthina mimpi Huber, Caspar & Eberle, 2019
- Uthina muangensis Yao & Li, 2016
- Uthina potharamensis Yao & Li, 2016
- Uthina ratchaburi Huber, 2011
- Uthina saiyokensis Yao & Li, 2016
- Uthina sarikaensis Yao & Li, 2016
- Uthina sulawesiensis Yao & Li, 2016
- Uthina wongpromi Yao & Li, 2016
- Uthina yunchuni Yao & Li, 2016
- Uthina zhigangi Yao & Li, 2016